# Епархия Кхандвы
Епархия Кхандвы (лат. Dioecesis Indorensis) — епархия Римско-Католической церкви c центром в городе Кханвда, Индия. Епархия Кхандвы входит в митрополию Бхопала. Кафедральным собором епархии Кхаанвды является церковь Пресвятой Девы Марии.

## История
3 февраля 1977 года Римский папа Павел VI издал буллу Apostolico officio, которой учредил епархию Кхандвы, выделив её из епархии Индаура.

## Ординарии епархии
- епископ Abraham Viruthakulangara (4.03.1977 — 17.01.1998) — назначен архиепископом Нагпура;
- епископ Leo Cornelio (3.06.1999 — 15.06.2007) — назначен архиепископом Бхопала;
- епископ Arockia Sebastian Durairaj (11.05.2009 — по настоящее время).

## Источник
- Annuario Pontificio, Ватикан, 2007
- Булла Apostolico officio, AAS 69 (1977), стр. 317 (лат.)